# Afrikas geografi
|  | Maskinoversættelse og/eller tvivlsomt indhold Denne sides indhold bærer præg af at være en maskinoversættelse og/eller meget dårligt og uklart formuleret. Det vurderes at sproget er så dårligt og eventuelt forkert eller til at misforstå, at det bør omskrives eller oversættes på ny. Du kan hjælpe med at oversætte til korrekt dansk i denne og lignende artikler. Hvis dette ikke sker inden for kort tid, kan en sletning komme på tale. Se evt. denne sides diskussionsside eller i artikelhistorikken. |

Kontinentet Afrikas geografi omfatter 63 politiske territorier og repræsenterer det største af de store sydlige områder af Jordens overflade. Afrikas omrids omfatter et areal på 30.368.609 km², eksklusive nærliggende øer. Dets højeste bjerg er Kilimanjaro; dens største sø er Victoriasøen.
Afrika er adskilt fra Europa af Middelhavet og fra det meste af Asien. Ved Det Røde Hav, er Afrika forbundet med Asien ved sin nordøstligste yderpunkt ved Suez (som gennemskæres af Suezkanalen), 130 km bred.
Til geopolitiske formål anses Sinaihalvøen i Egypten - øst for Suezkanalen - ofte som en del af Afrika.
Fra det nordligste punkt Ras ben Sakka (Kap Ben Sakka) i Tunesien ) til det sydligste Kap Agulhas i Sydafrika (34°51′15″ S), er der omkring 8.000 km. Fra det vestligste punkt Kap Verde (17°33′22″ V) til Ras Hafun i Somalia (51°27′52″ Ø) er der omkring 7.400 km. Kystlinjen er 26.000 km lang. Manglen på dybe indskæringer langs  kysten kan illustreres ved at Europa, som dækker et areal som er en tredjedel af Afrikas, har en kystlinje på 32.000 km.

## Grundlæggende egenskaber
Den gennemsnitlige elevation af kontinentet ligger tæt på 600 m over havets overflade, højere end for Europas 300 m, og nær den gennemsnitlige højde for både Nord og Sydamerika, men betydeligt lavere end Asiens 950 m.
I modsætning til andre kontinenter har det et forholdsvis lille område af enten meget højt eller meget lavt land. Landområder under 180 moh. optager en meget lille del af overfladen og området der ligger over 3.000 m er også ganske ubetydeligt, og er næsten udelukkende repræsenteret af individuelle toppe og bjergkæder.
Moderat ophøjede plateauer er det karakteristiske træk ved kontinentet, brudt af højere toppe og rækker. (et specialiseret udtryk - Inselberg-Landschaft, øbjerglandskab - er blevet vedtaget i Tyskland for at beskrive denne type land, som man formoder i høj grad er resultatet af vinderosion.
Som en almindelig regel ligger de højere plateauer mod øst og syd, mens en gradvist formindskelse i højden mod vest og nord er observerbar. Udover de lavt liggende områder og Atlasbjergene, kan kontinentet opdeles i to regioner af højere og lavere plateauer, opdelingslinjen løber fra midten af Det Røde Hav til omkring 6 grader syd på vestkysten.

## Plateauregion
Syd- og Østafrikas højplateauer ligger generelt over 600 meter over havet, med en gennemsnitshøjde på omkring 1000 meter. Sydafrikas højplateau, som strækker sig op til 12° S, er omringet af høje områder, der skaber et landskab, der ligner en omvendt tallerken. Syd for dette plateau finder man det store, tørre Karoo-område og den endnu mere tørre Kalahari-ørkenen.
Mod øst forbinder Sydafrikas højplateau sig med det Østafrikanske højplateau, som har en lidt højere gennemsnitshøjde og udmærker sig ved særlige geografiske træk. Her inkluderer landskabets layout to store lavpunkter, hvoraf det laveste er fyldt med store søer. I den sydlige del af dette system findes Lake Nyasa, som ligger i en stor dal formet af jordskorpeforskydninger.
Længere nordpå huser det vestlige hulrum, kaldet Albertine Rift, flere af Afrikas store søer som Tanganyikasøen, Lake Kivu, Lake Edward og Lake Albert, hvor Lake Tanganyika er den længste ferskvandssø i verden. Denne region er også kendt for sine vulkanske bjerge, hvoraf nogle stadig er delvist aktive.
Øst for denne riftdal troner Afrikas højeste punkter, Kilimanjaro, med to toppe, Kibo og Mawenzi, og Mount Kenya, som er kontinentets næsthøjeste bjerg. Lige så betydningsfuld er Ruwenzori, som også er en del af dette landskab.
Etiopiens højland er et andet vigtigt geografisk område. Det er præget af robuste bjergmassiv, der udgør det største samlede højlandsområde i Afrika. Her falder lidt af overfladen under 1.500 meter, mens toppene når op til 4.400-4.550 meter. Området huser også Tanasøen i sit centrale bassin.
Langs både øst- og vestkysten af kontinentet fortsætter højlandene som plateaustrimler parallelt med kysten, hvor de i øst fortsætter nordpå langs Rødehavskysten. I vest ligger den bjergfyldte region, der strækker sig indad fra Guineabugtens top, hvor Cameroun-bjerget, som er en del af en vulkansk kæde, når op til 4.075 meter.
Samlet set danner disse geografiske karakteristika et mangfoldigt og fascinerende landskab, som definerer den afrikanske kontinents hjerte.

## Sletter
Meget af Afrika består af sletter af pediplain og etchplain-typen. Disse etchplains er typisk hjemsted for lateritjord og inselbergs. Sletter med inselbergs findes mange steder i Afrika, herunder Tanzania, i Marrakech, Namibia og det indre af Angola. En af de mest udbredte sletter er den såkaldte "African Surface", en omfattende etchplain der strækker sig over det meste af kontinentet.
Løbende langs syd for ørkenen er sletteområdet kendt som Sahel.
Det tørre område, Sahara — den største varme ørken i verden, der dækker 9.000.000 km² — strækker sig fra Atlanterhavet til Det Røde Hav. Selvom den generelt er ret lav, indeholder den bjergkæder med toppe der stiger til 2.400 m Begrænset mod nordvest af Atlasbjergene, mod nordøst adskiller en klippehøjslette den fra Middelhavet; denne højslette giver plads mod øst til Nildeltaet.

## Bjerge
Bjergene er en undtagelse fra det generelle landskab i Afrika. Geografer kom op med ideen om "højt Afrika" og "lavt Afrika" for at hjælpe med at skelne forskellen i geografi; "højt Afrika", der strækker sig fra Etiopien ned sydpå til Sydafrika og Kap Det Gode Håb, mens "lavt Afrika" repræsenterer sletterne i resten af kontinentet. Følgende tabel giver detaljer om de væsentligste bjerge og rækker af kontinentet:
| Bjerg             | Række                | Land       | Højde (m) | Højde (ft) | Prominens (m) | Isolation (km) |
| ----------------- | -------------------- | ---------- | --------- | ---------- | ------------- | -------------- |
| Kilimanjaro       | Østlige Riftvulkaner | Tanzania   | 5895      | 19,340     | 5885          | 5510           |
| Mt Kenya          | Østlige Riftvulkaner | Kenya      | 5199      | 17,058     | 3825          | 323            |
| Mt Stanley        | Rwenzori Mtns        | Uganda/DRC | 5109      | 16,762     | 3951          | 830            |
| Mt Meru           | Østlige Riftvulkaner | Tanzania   | 4566      | 14,980     | 3170          | 70             |
| Ras Dashen        | Semienbjergene       | Etiopien   | 4533      | 14,872     | 3997          | 1483           |
| Mt Karisimbi      | Virungabjergene      | Rwanda/DRC | 4507      | 14,787     | 3312          | 207            |
| Mt Elgon          | Østlige Riftvulkaner | Uganda     | 4321      | 14,178     | 2458          | 339            |
| Toubkal           | Atlasbjergene        | Marokko    | 4167      | 13,671     | 3755          | 2078           |
| Mt Cameroon       | Cameroonlinjen       | Cameroun   | 4095      | 13,435     | 3901          | 2338           |
| Mt Satima         | Aberdarekæden        | Kenya      | 4001      | 13,120     | 2081          | 77             |
| Mount Teide       | Kanariske Øer        | Spanien    | 3718      | 12,198     | 3715          | 893            |
| Thabana Ntlenyana | Drakensberg          | Lesotho    | 3482      | 11,422     | 2390          | 3003           |
| Emi Koussi        | Tibestibjergene      | Tchad      | 3445      | 11,302     | 2934          | 2001           |
| Sapitwa Peak      | Mulanje Massif       | Malawi     | 3002      | 9,849      | 2319          | 1272           |

## Floder
Fra den ydre kant af de afrikanske plateau løber et stort antal strømme ud til havet med forholdsvis korte forløb, mens de større floder flyder over lange afstande på de indre højlande, før de bryder gennem de ydre bjergkæder. Hoveddræningen af kontinentet er mod nord og vest, eller mod Atlanterhavets bassin.
Til hovedfloderne i Afrika hører: Nilen (den længste flod i Afrika), Congo (floden med den højeste vandføring på kontinentet) og Niger, som løber halvdelen af sin længde gennem aride områder. De største søer er følgende: Victoriasøen (Lake Ukerewe), Tchadsøen i midten af kontinentet, Tanganyikasøen, som ligger mellem Den Demokratiske Republik Congo, Burundi, Tanzania og Zambia. Der er også den betydelige store Malawisø, som strækker sig langs østgrænsen af Malawi. Der er også mange dæmninger i hele kontinentet: Kariba på floden Zambezi, Aswan i Egypten på floden Nil, og Akosombo, kontinentets største dæmning på Voltadammen i Ghana (Fobil 2003).
Det høje søplateau i regionen med de store afrikanske søer indeholder kildevandene til både Nilen og Congo.
Opbrydningen af Gondwana i Sen Kridt og Cænozoikum førte til en større omorganisering af flodforløbene for forskellige store afrikanske floder herunder Congo-, Niger-, Nilen, Orange-, Limpopo- og Zambezi-floden.

### Flyder til Middelhavet
Nilens øvre del modtager sine vigtigste tilførsler fra det bjergområde, der grænser op til det centrale afrikanske gennembrud nær ækvator. Herfra strømmer vandstrømme østover til Victoriasøen, den største sø i Afrika (som dækker over  
67.300 km²), og til vest og nord til Edwardssøen og Albertsøen. Til sidstnævnte sø tilføjes vand fra de to andre søer. Herfra løber Nilen nordpå og mellem breddegraderne 7 og 10 grader nord krydser den et vældigt sumpet niveau, hvor dens forløb er modtageligt for at blive blokeret af flydende vegetation. Efter at have modtaget Bahr-el-Ghazal fra vest og Sobat, Blå Nil og Atbara fra De etiopiske højlande (det vigtigste opsamlingsområde for flomvand), adskiller den den store ørken med sit frugtbare vandskel og udmunder i Middelhavet ved et stort delta.

### Flyder til Atlanterhavet
Den mest fjerne hovedkilde til Congo er Chambezi, der flyder sydvest ud i den sumpede Bangweulusø. Fra denne sø strømmer Congo, kendt i sit øvre forløb under forskellige navne. Først flydende mod syd, drejer den efterfølgende nordpå gennem Mwerusøen og ned til den skovklædte bassin i vestlige ækvatorial-Afrika. Gennemløbende dette i en majestætisk nordvendt bue og modtagende enorme mængder vand fra mange store bifloder, drejer den til sidst sydvest og skærer sig en vej til Atlanterhavet gennem de vestlige højlande. Området af Congo-bassinet er større end noget andet flods afvandingsområde undtagen Amazonfloden, mens det afrikanske indlandsdræningsområde er større end noget andet kontinents men Asien, hvor det tilsvarende område er 1.000.000 km².
Vest for Tchadsøen er Nigerbasinet, den tredje største flod i Afrika. Med sin primære kilde i det fjerne vest, inverterer den strømningsretningen vist af Nilen og Congo, og flyder til sidst ind i Atlanterhavet – en kendsgerning, der havde undgået europæiske geografer i mange århundreder. En vigtig gren, dog — Benue — strømmer fra sydøst.
Disse fire flodbassiner besætter størstedelen af de lavere plateau af Nord- og Vestafrika – resten består af tørre områder vandet kun af periodiske strømme, der ikke når havet.
Af de resterende floder i Atlanterhavsbassinet, bringer Orange, i det yderste syd, dræningen fra Drakensberg på den modsatte side af kontinentet, mens Kunene, Kwanza, Ogowe og Sanaga dræner de vestlige højlande i den sydlige lem; Volta, Komoe, Bandama, Gambia og Senegal dræner højlandene i den vestlige lem. Nord for Senegal, over mere end 1.500 km  kyst, strækker det tørre område sig til Atlanterhavet. Længere nord er strømmene, med forholdsvis korte forløb, der når Atlanterhavet og Middelhavet fra Atlasbjergene.

### Flyder til Det Indiske Ocean
Af floderne, der flyder til Det Indiske Ocean, er den eneste, der dræner en stor del af de indre plateau, Zambezi, hvis vestlige grene stiger i de vestlige kysthøjlande. Hovedstrømmen har sin kilde i 11°21′3″ S 24°22′ E, i en højde af 1.500 moh. Den flyder mod vest og syd i en betydelig afstand, før den drejer østpå. Alle de største bifloder, herunder Shire, udløbet af Malawisøen, flyder ned ad de sydlige skråninger af båndet af høj jord, der strækker sig på tværs af kontinentet fra 10° til 12° S. I sydvest krydser Zambezisystemet med det af Taukhe (eller Tioghe), hvorfra det undertiden modtager overskydende vand. Resten af vandet fra Taukhe, kendt i sit midterste forløb som Okavango, mistes i et system af sumpe og saltvandspanne, der tidligere var centreret i Ngamisøen, der nu er tørret op.
Længere mod syd dræner Limpopo en del af det indre plateau, men bryder gennem de omkringliggende højlande på siden af kontinentet nærmest dens kilde. Rovuma, Rufiji og Tana hovedsageligt dræner de ydre skråninger af de store afrikanske søers højland.
I Hornet regionen mod nord begynder Jubba og Shebelle i de etiopiske højlande. Disse floder flyder hovedsageligt sydpå, med Jubba, der tømmer i Det Indiske Ocean. Shebellefloden når et punkt mod sydvest, hvorefter den består af sumpe og tørre strækninger, før den endelig forsvinder i ørkenlandskabet nær Jubbafloden.[kilde mangler] En anden stor strøm, Hawash, der opstår i de etiopiske bjerge, går tabt i en saltkrypteret depression nær Adens Bugt.

### Indre bassiner
Mellem bassinerne i Atlanterhavet og Det Indiske Ocean er der et område med indre dræning langs midten af det etiopiske plateau, hovedsageligt rettet mod søerne i Store Riftdalen. Den største flod er Omo, som, fodret af regnen fra det etiopiske højland, fører en stor mængde vand ned i Turkanasøen. Floderne i Afrika er generelt blokeret enten af sandbanker ved mundingen eller af vandfald ikke langt opstrøms. Men når disse forhindringer er overvundet, giver floderne og søerne et stort netværk af farbare vandveje.
Nord for Congobassinet og adskilt fra det af en bred bølge i overfladen ligger bassinet ved Tchadsøen — en fladstrandet, lavvandet sø fyldt hovedsageligt af Chari, der kommer fra sydøst.

## Søer
De vigtigste søer i Afrika er placeret på det afrikanske store søplateau. Søerne i den Store Rift Dal har stejle sider og er meget dybe. Dette gælder for de to største af sin art, Tanganyikasøen og Lake Nyasa, sidstnævnte med dybder på op til 800 m.
Andre er dog mindre dybe og når næppe op til de stejle dalsider i tørkeperioden. Sådanne er Lake Rukwa, i en underordnet depression nord for Nyasa, samt Eiassi og Manyara i systemet for den Store Rift Dal. Søer af den brede type har en moderat dybde, den dybeste sondering i Lake Victoria er på under 90 m.
Ud over de store afrikanske søer omfatter de vigtigste søer på kontinentet: Lake Chad, i det nordlige indlandsvandskel; Bangweulu og Mweru, som krydses af hovedstrømmen i Congo; samt Lake Mai-Ndombe og Ntomba (Mantumba), inde i den store bøjning af denne flod. Alle, undtagen måske Mweru, er mere eller mindre grunde, og Lake Chad synes at være ved at tørre op.
Der har været divergerende meninger om oprindelsen af de store afrikanske søer, især Tanganyikasøen, som nogle geologer har betragtet som en gammel arm af havet, stammende fra en tid, hvor hele det centrale Congo-bassin var under vand; andre holder på, at søvandet er ophobet i en depression forårsaget af subsidence. Den første opfattelse er baseret på tilstedeværelsen i søen af organismer af en bestemt marint type. De omfatter vandmænd, bløddyr, rejer, krabber osv.
| Sø             | Land                                       | Areal | Dybde | Overfladehøjde | Overfladehøjde |  |
| Sø             | Land                                       | Areal | Dybde | m              | ft             |  |
| -------------- | ------------------------------------------ | ----- | ----- | -------------- | -------------- |  |
| Chad           | Chad, Cameroun, Niger, Nigeria             |       |       | 259            | 850            |  |
| Mai-Ndombe     | Dem. Rep. Congo                            |       |       | 335            | 1.099          |  |
| Turkana        | Kenya                                      |       |       | 381            | 1.250          |  |
| Malawi         | Malawi, Mozambique, Tanzania               |       |       | 501            | 1.644          |  |
| Albert         | Dem. Rep. Congo, Uganda                    |       |       | 618            | 2.028          |  |
| Tanganyikasøen | Tanzania, Dem. Rep. Congo, Burundi, Zambia |       |       | 800            | 2.600          |  |
| Ngami          | Botswana                                   |       |       | 899            | 2.949          |  |
| Mweru          | Dem. Rep. Congo, Zambia                    |       |       | 914            | 2.999          |  |
| Edward         | Dem. Rep. Congo, Uganda                    |       |       | 916            | 3.005          |  |
| Bangweulu      | Zambia                                     |       |       | 1.128          | 3.701          |  |
| Victoria       | Tanzania, Uganda, Kenya                    |       |       | 1.134          | 3.720          |  |
| Abaya          | Ethiopia                                   |       |       | 1.280          | 4.200          |  |
| Kivu           | Dem. Rep. Congo, Rwanda                    |       |       | 1.472          | 4.829          |  |
| Tana           | Ethiopia                                   |       |       | 1.734          | 5.689          |  |
| Naivasha       | Kenya                                      |       |       | 1.870          | 6.140          |  |

## Øer
Med undtagelse af Madagaskar, er de afrikanske øer små. Madagaskar, med et areal på 587.041 km², er efter Grønland, Ny Guinea og Borneo, den fjerdestørste ø på Jorden. Den ligger i Det Indiske Ocean, ud for den sydøstlige kyst af kontinentet, adskilt fra det af det dybe Mozambique-kanalen, 400 km bred ved sit snævreste punkt. Madagaskar, i sin generelle struktur, samt i flora og fauna, danner et forbindelsesled mellem Afrika og det sydlige Asien. Øst for Madagaskar er de små øer Mauritius og Réunion. Der er også øer i Guineabugten, som er hjemsted for Republikken São Tomé og Príncipe (øerne São Tomé og Príncipe). En del af Republikken Ækvatorialguinea ligger på øen Bioko (med hovedstaden Malabo og byen Lubu) og øen Annobón.[kilde mangler] Socotra ligger E.N.E. for Kap Guardafui. Ud for nordvestkysten er Kanariske og Kap Verde øgrupperne, som ligesom nogle små øer i Guineabugten er af vulkansk oprindelse. De Sydatlantiske Øer af Sankt Helena og Ascension klassificeres som Afrika, men er placeret på Den Midtatlantiske Ryg halvvejs til Sydamerika.

## Klimatiske forhold
Næsten helt placeret indenfor troperne og lige meget nord og syd for ækvator, viser Afrika ikke overdrevne variationer i temperatur.
Stor varme opleves i de lavere sletter og ørkenregioner i Nordafrika, fjernet fra oceanets indflydelse af kontinentets store bredde, og her er også kontrasten mellem dag og nat, samt mellem sommer og vinter, størst. (Luftens sjældenhed og den store stråling i løbet af natten får temperaturen i Sahara til lejlighedsvis at falde til frysepunktet.)
Længere mod syd modereres varmen i nogen grad af fugtigheden bragt fra oceanet, og af det store område af overfladen, især i Østafrika, hvor temperaturområdet er bredere end i Congobassinet eller ved Guineakysten.
I yderste nord og syd er klimaet et varmt tempereret, de nordlige lande er generelt varmere og tørrere end dem i den sydlige zone; syden af kontinentet er smallere end nord, hvilket gør oceanets indflydelse mere mærkbar.
De vigtigste klimaforskelle skyldes variationer i mængden af nedbør. De brede opvarmede sletter af Sahara, og i mindre grad den tilsvarende zone af Kalahari i syd, har en yderst sparsom nedbør, vinden, der blæser over dem fra oceanet, mister en del af deres fugtighed, når de passerer over de ydre højlande og bliver konstant tørrere på grund af opvarmningseffekterne af den brændende jord inden i kontinentet; mens fraværet af bjergkæder i de mere centrale dele ligeledes har tendens til at forhindre kondensering. I den intertropiske zone med sommernedbør er nedbøren størst, når solen er lodret eller kort efter. Den er derfor størst tæt på ækvator, hvor solen er lodret to gange årligt, og mindre i retningen af begge troper.
Nedbørszonerne er dog en smule afbøjet fra en direkte vest-til-øst retning, de tørrere nordlige forhold strækker sig sydpå langs østkysten, og de sydligere forhold nordpå langs vestkysten. Inden for ækvatorzonen er visse områder, især ved Guineabugtens kyster og i det øvre Nildalen, præget af en intensiveret nedbør, men denne når sjældent op til det af de regnfuldeste regioner i verden. Det regnfuldeste distrikt i hele Afrika er et strimmel af kystland vest for Mount Cameroon, hvor der er en gennemsnitlig årlig nedbør på omkring 10.000 mm sammenlignet med et gennemsnit på 11.600 mm ved Cherrapunji, i Meghalaya, Indien.
De to adskilte regntider af ækvatorzonen, hvor solen er lodret med halvårlige intervaller, bliver gradvist samlet til en i retningen af troperne, hvor solen kun er lodret en gang. Sne falder på alle de højere bjergkæder, og på de højeste er klimaet grundigt alpint.
Landene, der grænser op til Sahara, er meget udsat for en meget tør vind, fuld af fine sandpartikler, der blæser fra ørkenen mod havet. Kendt i Egypten som khamsin, ved Middelhavet som sirocco, kaldes den på Guineakysten harmattan. Denne vind er ikke uundgåeligt varm; dens store tørhed forårsager så meget fordampning, at kulde ikke sjældent er resultatet. Lignende tørre vinde blæser fra Kalahariørkenen i syd. Ved østkysten mærkes årstidsvindene fra Det Indiske Ocean regelmæssigt, og ved sydøstkysten opleves lejlighedsvis orkaner.

## Sundhed
Afrikas klima er modtageligt for visse miljøbetingede sygdomme, hvoraf de alvorligste er: malaria, afrikansk sovesyge og gul feber. Malaria er den mest dødbringende miljøbetingede sygdom i Afrika. Den overføres af en slægt af myg (anopheles myg), der er indfødt til Afrika, og kan kontraheres igen og igen. Der findes endnu ikke en vaccine mod malaria, hvilket gør det svært at forhindre sygdommen i at sprede sig i Afrika. For nylig har udbredelsen af myggenetværk hjulpet med at sænke malarieraten.
Gul feber er også en sygdom, der overføres af myg, indfødt til Afrika. I modsætning til malaria, kan den ikke kontraheres mere end én gang. Ligesom skoldkopper er det en sygdom, der har tendens til at være alvorlig, jo senere i livet en person kontraherer sygdommen.
Sovesyge, eller afrikansk trypanosomiasis, er en sygdom, der normalt påvirker dyr, men som har været kendt for at være dødelig for nogle mennesker også. Den overføres af tsetsefluen og findes næsten udelukkende i Subsaharisk Afrika. Denne sygdom har haft en betydelig indvirkning på den afrikanske udvikling ikke på grund af dens dødbringende natur, som malaria, men fordi den har forhindret afrikanere i at udføre landbrug (da sovesygen ville dræbe deres husdyr).

## Yderste punkter
De yderste punkter af Afrika er de punkter, der er længere mod nord, syd, øst eller vest end noget andet sted på kontinentet.

### Breddegrad og længdegrad
Geografiske koordinater udtrykt i WGS 84.

#### Afrika
Afrika
- Nordligste punkt — Iles des Chiens, Tunesien (37°32'N)
- Sydligste punkt — Cape Agulhas, Sydafrika (34°51'15"S). Hvis Prince Edward Islands inkluderes i Afrika, så er Marion Island det sydligste punkt ved 46°54'S.
- Vestligste punkt — Santo Antão, Kap Verde-øerne (25°25'V)
- Østligste punkt — Rodrigues, Mauritius (63°30'Ø)

Afrika (fastlandet)
- Nordligste punkt — Ras ben Sakka, Tunesien
- Sydligste punkt — Cape Agulhas, Sydafrika
- Vestligste punkt — Pointe des Almadies, Cap Vert Halvøen, Ngor, Dakar, Senegal (17°33'22"V)
- Østligste punkt — Ras Hafun (Raas Xaafuun), Somalia (51°27'52"Ø)

Afrika (centrum)
- Det geografiske centrum af Afrika er tæt på Epena, Republikken Congo 2°04′13″N 17°03′10″Ø / 2.07035°N 17.05291°Ø
- Afrikas utilgængelighedspol er tæt på grænserne mellem Den Centralafrikanske Republik, Sydsudan, og Den Demokratiske Republik Congo, nær byen Obo, Centralafrikanske Republik.

#### Højde
Det højeste punkt i Afrika er Kilimanjaro, 5.891,8 meter (19.330 ft) i Tanzania. Det laveste punkt er Lake Asal, 153 meter (502 ft) under havets overflade, i Djibouti.

## Yderligere læsning
- Afrika: Geografier i forandring. New York: Oxford University Press. 2014. ISBN 9780199920563. OCLC 877561754.

## Eksterne links
- Wikimedia Atlas: Afrikas geografi – geografiske og historiske kort
- "Afrika". Norman B. Leventhal Map Center ved Boston Public Library. Hentet 1. januar 2023.
- "Regioner i Afrikanske Unionen". UNEP/GRID-Arendal. Hentet 1. januar 2023.